# GE Dash 8-32BWH
A GE Dash 8-32BWH egy amerikai Bo'Bo' tengelyelrendezésű személyvonati dízelmozdony-sorozat. Alapja a tehervonati GE Dash 8 sorozat. Az Amtrak üzemelteti. Összesen 20 db készült belőle 1991-ben. Beceneve: Pepsi Cans.